# Xanthopimpla levibasis
Xanthopimpla levibasis là một loài tò vò trong họ Ichneumonidae.